# Pollia verticillata
Pollia verticillata là một loài thực vật có hoa trong họ Commelinaceae. Loài này được Hallier f. miêu tả khoa học đầu tiên năm 1913.